# 鄭賜
鄭 賜（てい し、生年不詳 - 1408年）は、明代の官僚・政治家。字は彦嘉。本貫は建寧府甌寧県。

## 生涯
1385年（洪武18年）、進士に及第した。監察御史に任じられた。明初の胡藍の獄を始めとする諸弾圧によって官吏の多くが罪を着せられて一兵士として辺境に流されたことから、鄭賜は龍江でかれらによる部隊を編成するよう命じられた。熱暑のため囚人たちの困憊ははなはだしく、鄭賜はかれらの軛を外し、借家で休息させ、飲食を行きわたらせ、病者には医薬を与えて、多くを全快させた。任期を満了すると、湖広布政司参議に任命された。同じく参議の呉文と協力して弊害を除去し、民衆を安んじおちつかせ、苗や獠といった少数民族に畏敬された。母が死去したため、鄭賜は官を去って喪に服した。喪が明けると、北平布政司参議に転じ、燕王朱棣に謹直に仕えた。罪に問われて一兵士として安東の屯田に流された。1398年（洪武31年）、建文帝が即位すると、燕王朱棣や楚王朱楨が鄭賜を王府の長史にしようと推挙した。建文帝に許可されず、12月に鄭賜は南京に召し出されて工部尚書となった。燕王朱棣が起兵すると、鄭賜は河南の軍を監督して燕軍の進攻を防いだ。1402年（建文4年）6月、燕王朱棣が南京に入ると、鄭賜は李景隆により斉泰・黄子澄におもねったとして弾劾された。逮捕されて連行され、朱棣が「どうして敵同士になったのか」と訊ねると、鄭賜は「臣の職務を尽くしただけです」と答えた。朱棣は笑って鄭賜を釈放した。7月、鄭賜は刑部尚書に任じられた。
1403年（永楽元年）、鄭賜は洪武帝の建てた寺を勝手に破壊して戦艦を建造した都督の孫岳を弾劾した。孫岳は海南島に流された。1404年（永楽2年）、ひそかに亡命者を養い、反乱を計画しているとして李景隆を弾劾した。さらに鄭賜は陳瑛とともに耿炳文の僭越を弾劾し、耿炳文を自殺に追い込んだ。祁陽教諭の康孔高が南京に入朝して任地に帰る途中、道を変えて帰省し、病気の母のもとに9カ月とどまって、任地に行こうとしなかった。鄭賜は康孔高を逮捕して追及するよう請願し、罪は杖刑に相当すると上奏した。永楽帝（朱棣）は康孔高の事情に理解を示し、官への復帰を命じた。
1405年（永楽3年）9月、鄭賜は李至剛に代わって礼部尚書となった。1406年（永楽4年）1月、西域が仏舎利を貢物として献上すると、鄭賜は囚人を釈放するよう請願した。永楽帝は「梁武や元順は仏教に溺れて、罪ある者に刑罰を加えず、王朝統治の根本となる制度規則を破壊してしまった。仏教尊崇に何の効験があろうか」といって許さなかった。この年の6月1日に日食があったが、雲に隠れて見えなかったので、鄭賜は祝賀をおこなうよう請願した。永楽帝は許可しなかった。鄭賜は「宋の盛時には祝賀をおこなっていました」といったが、永楽帝は「天下は大きい。京師で見えなくとも、天下で日食が見えるのをどうしようというのか」といって認めなかった。
鄭賜は性格が温厚だったが、重要な道理を知らず、永楽帝もかれを軽んじるようになった。同じく礼部尚書の趙羾のほうが重用されるようになった。1408年（永楽6年）6月辛丑、鄭賜は憂苦のうちに死去した。1425年（洪熙元年）、太子少保の位を追贈された。諡は文安といった。著書に『聞一斎集』4巻があった。